# إسبن اولسن
إسبن اولسن (بالنرويجية البوكمول: Espen Olsen)‏ (13 مارس 1979 بأوسلو في النرويج - ) هو لاعب كرة قدم نرويجي في مركز الهجوم. شارك مع منتخب النرويج لكرة القدم. أما مع النوادي، فقد لعب مع نادي ستابك ونادي ستارت ونادي سوغندال لكرة القدم وHamarkameratene ‏ وLørenskog IF ‏ وStrømmen IF ‏.

## وصلات خارجية
- إسبن اولسن على موقع IMDb (الإنجليزية)

- إسبن اولسن على موقع اتحاد النرويج (النرويجية)
- إسبن اولسن على موقع قاعدة بيانات كرة القدم.إي يو (الإنجليزية)
- إسبن اولسن على موقع ناشيونال فوتبول تيمز (الإنجليزية)
- إسبن اولسن على موقع عالم كرة القدم.نت (الإنجليزية)